# Dammtjärnet (Gräsmarks socken, Värmland)
Dammtjärnet är en sjö i Sunne kommun i Värmland och ingår i Göta älvs huvudavrinningsområde. Sjöns area är 0,008 kvadratkilometer och den är belägen 327 meter över havet.